# Østjydsk Musikforsyning
Østjydsk Musikforsyning, også blot kaldet ØM, var et dansk underholdningsorkester, der bl.a. er kendt fra revyerne på Hotel Pejsegården i Brædstrup, som orkestret medvirkede i fra 1983 til 2008. Oprindeligt hed orkestret Harmoniorkesteret Kærne, som blev dannet 1963, ØM var en udløber af Harmoniorkesteret Kærne og blev dannet i 1972 i Århus som promenadeorkester i Tivoli Friheden og bestod af:
- Bjørn 'Bønne' Christensen: Trompet, sang, flugelhorn og melofon
- H.C. Vartenberg: Saxofon og sang
- Anders Erboe: Bas, tuba og sang
- Marius Dahl Knudsen: Guitar, banjo og mandolin
- Anders Barfoed: Piano, harmonika, fløjte, piccolofløjte og klokkespil.

Gennem årene har ØM samarbejdet med en række andre kunstnere, bl.a. Gitte Hænning, Peter Belli, Ole Thestrup, Flemming Jensen, Trine Gadeberg, Steffen Brandt, Sanne Salomonsen, Henrik Koefoed, Jesper Klein, Anne Linnet, Thomas Eje, Niels Hausgaard og Flemming "Bamse" Jørgensen. Bandet har foruden at være en fast del af Pejserevyerne bl.a. også optrådt under Århus Festuge samt i Tivoli Friheden. Revyerne i Brædstrup bar fantasifulde undertitler som ØM i trøjen, ØM i ørerne (1999) og ØM i fuld swing.
I 1988 blev Østjydsk Musikforsyning tildelt Hædersprisen af Dansk Musiker Forbund for med sin "utraditionelle sammensætning af festlige musikere at bevise, at disharmonier også har deres plads i dansk musikliv". Ved Revyernes Revy i 1995 modtog ØM prisen for årets revymusik.
ØM ophørte sommeren 2009 efter 37 års uafbrudt virke.